# Колонны паровозов особого резерва
Паровозные колонны особого резерва (ОРКП) — специальные формирования Народного комиссариата путей сообщения (НКПС), созданные для эксплуатации паровозов в период Великой Отечественной войны, главным образом на фронтовых и прифронтовых железнодорожных линиях.
Постановление № 2263/сс об их формировании было принято 7 сентября 1942 года Государственным комитетом обороны. Паровозные колонны представляли собой особую форму эксплуатации, при которой обеспечивалась высокая манёвренность, оперативность, возможность сосредоточения перевозочных средств в районах массовых воинских перевозок, способность успешно работать в отрыве от локомотивных депо и от ремонтных баз на больших полигонах. Всего было сформировано 106 колонн из 2280 паровозов. Паровозные колонны относились к особому резерву НКПС.

## Организация

### Материальная часть
Согласно постановлению А. В. Хрулёва, в состав каждой колонны входил мобильный резерв локомотивов, который состоял из 15—30 паровозов, причём в составе каждой из колонн были паровозы только одной серии (для упрощения ремонта). Этим паровозам приходилось работать в отрыве от депо приписки, поэтому к их надёжности предъявлялись весьма высокие требования. Именно поэтому эти колонны формировались из таких надёжных паровозов, как Эв/и (тип 0-5-0) и СО (тип 1-5-0), также известны случаи использования паровозов серии ФД (тип 1-5-1).
Помимо паровозов, в состав колонн включались и товарные вагоны, которые служили для размещения персонала. В составе колонны из 30 паровозов находилось 36 трёх-, либо четырёхосных вагонов, из них 30 (по одному на паровоз) турных, 1 для оперативной группы, 1 для обслуживающего персонала, а остальные служили для размещения хозяйственной части (кухня, столовая, красный уголок, склад запчастей и инструментов). Также иногда дополнительно в состав входили вагоны-бани и вагоны-мастерские. Колонна из 15 паровозов имела в своём составе 19 вагонов, из них 15 турных и 4 для размещения штаба и хозяйства.

### Персонал
За каждым паровозом закреплялось 2 поездные бригады, каждая из которых состояла из одной паровозной бригады (машинист, помощник машиниста, кочегар), одной кондукторной бригады (главный и старший кондукторы) и одного поездного вагонного мастера. Помимо этого в состав комплексной паровозной бригады входил проводник, который обслуживал турный вагон, в котором располагались обе поездные бригады. Таким образом комплексная паровозная бригада (взвод) состояла из 13 человек. Начальником этой бригады считался Старший машинист паровоза. Также в каждой колонне имелся свой обслуживающий персонал, состоящий из главного бухгалтера, старшего счетовода, заведующего хозяйством и кладовщика.
Таким образом, в паровозной колонне из 30 паровозов, числился штат из 427 человек. Организационная структура паровозных колонн из 15 паровозов была примерно аналогична, а её штат состоял из 217 человек.

## Памятники
- Эу677-49 — депо Харьков-Октябрь Южной железной дороги. Работал в составе ОРКП-10 (см. выше).
- Эу708-64 — станция Волховстрой-1. Работал в составе ОРКП-48, 7 февраля 1943 года доставил в блокадный Ленинград первый поезд с Большой земли.
- Эм721-83 — станция Петрокрепость. Работал в составе ОРКП-48, 7 февраля 1943 года доставил  первый поезд из блокадного Ленинграда на Большую землю.
- СО17-1613 — станция Нижнеднепровск-Узел. Работал в составе ОРКП-7, в мае 1945 года привёл первый грузовой поезд в захваченный советскими войсками Берлин, в июле вёл правительственный поезд на Потсдамскую конференцию.
- СО17-12 — станция Тихорецкая. Работал в составе ОРКП-7, в мае 1945 года привёл в захваченный Берлин один из первых военных эшелонов.
- Эш4161 — депо Джамбул. Работал в составе ОРКП-16, обслуживающую Турксиб.
- Эм737-62 — Белгород. На Курской битве обслуживал прифронтовые участки.

## Интересные факты
Машинист Бобышев И. И. на паровозе Эу677-49 ОРКП-10 в начале февраля 1943 года, после окончания Сталинградской битвы, вёз в тыл пленённых фельдмаршала Паулюса и офицеров его штаба